# Дом Лагорио
Дом Лагорио — здание в стиле классицизма в центре Феодосии, на проспекте Айвазовского, 11. Памятник культурного наследия регионального значения России, памятник культурного наследия Украины.

## Генуэзская гостиница
Время постройки, фамилии заказчиков и архитектора/строителя здания пока не установлены. В «Иллюстрированном практическом путеводителе по Крыму» Григория Москвича 1908 года отмечено, что «Генуэзская гостиница», из числа лучших в городе, на Генуэзской улице (как она тогда называлась), была открыта в 1906 году — вероятно, это и есть дата окончания строительства. В гостинице работал ресторан, имелся водопровод, «тёплые ванны» и телефон. Номер стоил от 1 рубля в сутки.

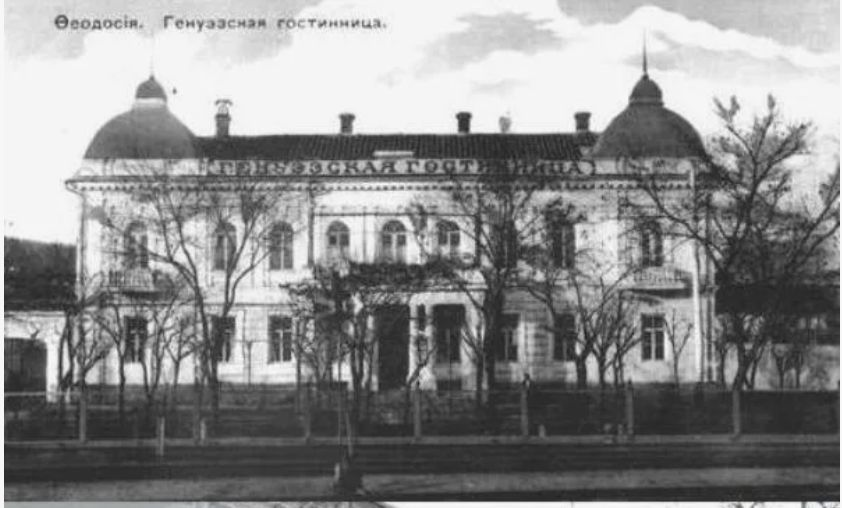
Генуэзская гостиница, ок. 1910 г.
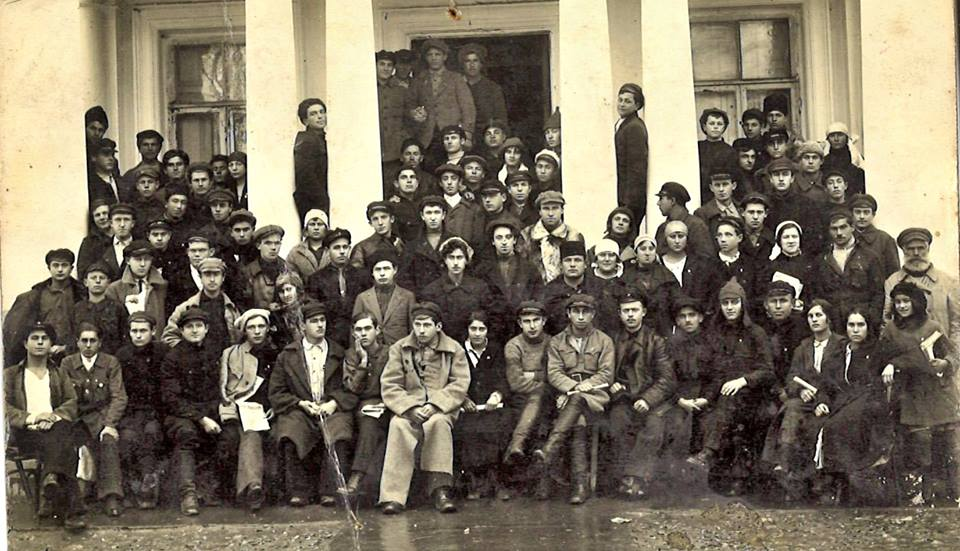
Комсомольская конференция 1922 г. в доме Лагорио.

Некоторые исследователи считают, что в этом доме одно время проживал Лев Феликсович Лагорио — видимо, поэтому среди горожан за ним закрепилось название «Дом Лагорио». Однако учитывая, что художник умер в 1905 году, это, вероятно, не более чем городская легенда.
В путеводителе Бумбера 1914 года на Генуэзской улице описана только гостиница «Метрополь», с теми же условиями проживания, что и в «Генуэзской» за 1908 год. Возможно, гостиница сменила хозяев и название, учитывая, что в путеводителе Москвича 1912 года Генуэзская гостиница и вообще какие-либо здания по Генуэзской улице не упоминаются.

## В советское время
Известно, что в 1922 году в доме проходила комсомольская конференция, затем здесь были культурно-просветительские и лечебные учреждения, детский сад, а в 1960-е годы — родильный дом. В 1988 году в здание переехал Феодосийский краеведческий музей.